# Riekoleon furcatus
Riekoleon furcatus är en insektsart som beskrevs av Tim R. New 1985. Riekoleon furcatus ingår i släktet Riekoleon och familjen myrlejonsländor. Inga underarter finns listade i Catalogue of Life.